# Gloster Gamecock

Gloster Gamecock — британский истребитель-биплан, разработанный и выпускавшийся компанией Gloster. Состоял на вооружении Королевских военно-воздушных сил в конце 20-х — начале 30-х годов и ВВС Финляндии (до середины 1940-х).

## История
"Геймкок" стал развитием более раннего британского истребителя Grebe Mk III, закупавшегося Королевскими ВВС (RAF) в начале межвоенного периода. Этот самолёт, по отзывам пилотов, имел высокую для того времени максимальную скорость и манёвренность; однако, даже его поздние модификации обладали существенными недостатками. Одним из наиболее заметных была малая надёжность и сложность в обслуживании двигателя Armstrong Siddeley Jaguar. Компания Глостер планировала заменить его на Bristol Jupiter который мог бы обеспечить самолёту аналогичные характеристики, но при этом был легче и значительно проще в эксплуатации.
Летом 1924 года Министерство авиации выпустила спецификацию 37/23, которая предполагала разработку версии Grebe с двигателем Jupiter. Сразу же после этого компания приступила к работе над проектом. Группой её конструкторов, возглавляемой Генри Фолландом, были выработаны несколько предложений по возможным улучшениям, конструкции. В качестве внутренних распорок деревянного фюзеляжа планировалось использовать стальные тяги, а для огнеупорной переборки в задней части моторного отсека применить алюминий и асбест. Одним из наиболее характерных изменений был перенос вооружения внутрь фюзеляжа.
Менее чем через шесть месяцев после выпуска спецификации Gloster завершил строительство первого прототипа J7497,  оснащённого двигателем Jupiter IV; к этому времени были дополнительно заказаны ещё два прототипа. 20 февраля 1925 года он был доставлен в испытательный центр RAF Мартлшем-Хит и двумя днями позже состоялся его первый полёт. Ещё через несколько недель руль прототипа был заменён доработанным аналогом с "рогом" для уменьшения манёвренных усилий управления. В результате, манёвренность получившегося образца оказалась превосходной (отчасти, также и из-за того, что двигатель был расположен близко к центру тяжести самолёта), и испытания были признаны успешными.
К июлю 1925 года первый прототип налетал более 50 часов; поскольку недостатков не было обнаружено, серьезных изменений в его конструкцию более не вносилось. В сентябре 1925 года Министерство авиации разместило первоначальный заказ на 30 серийных самолетов, соответствующих спецификации 18/25 и получивших название "Gamecock"; они должны были оснащаться двигателем Jupiter VI, устанавливавшимся начиная с третьего прототипа. Вскоре последовали дальнейшие заказы; первый серийный Gamecock поднялся в воздух в марте 1926 года, его поставки в войска начались двумя месяцами позже .
В июле 1926 года компания Глостер получила дополнительный заказ от Министерства авиации на дополнительные 40 самолётов, а в ноябре того же года — ещё 18.

## Применение

### Великобритания

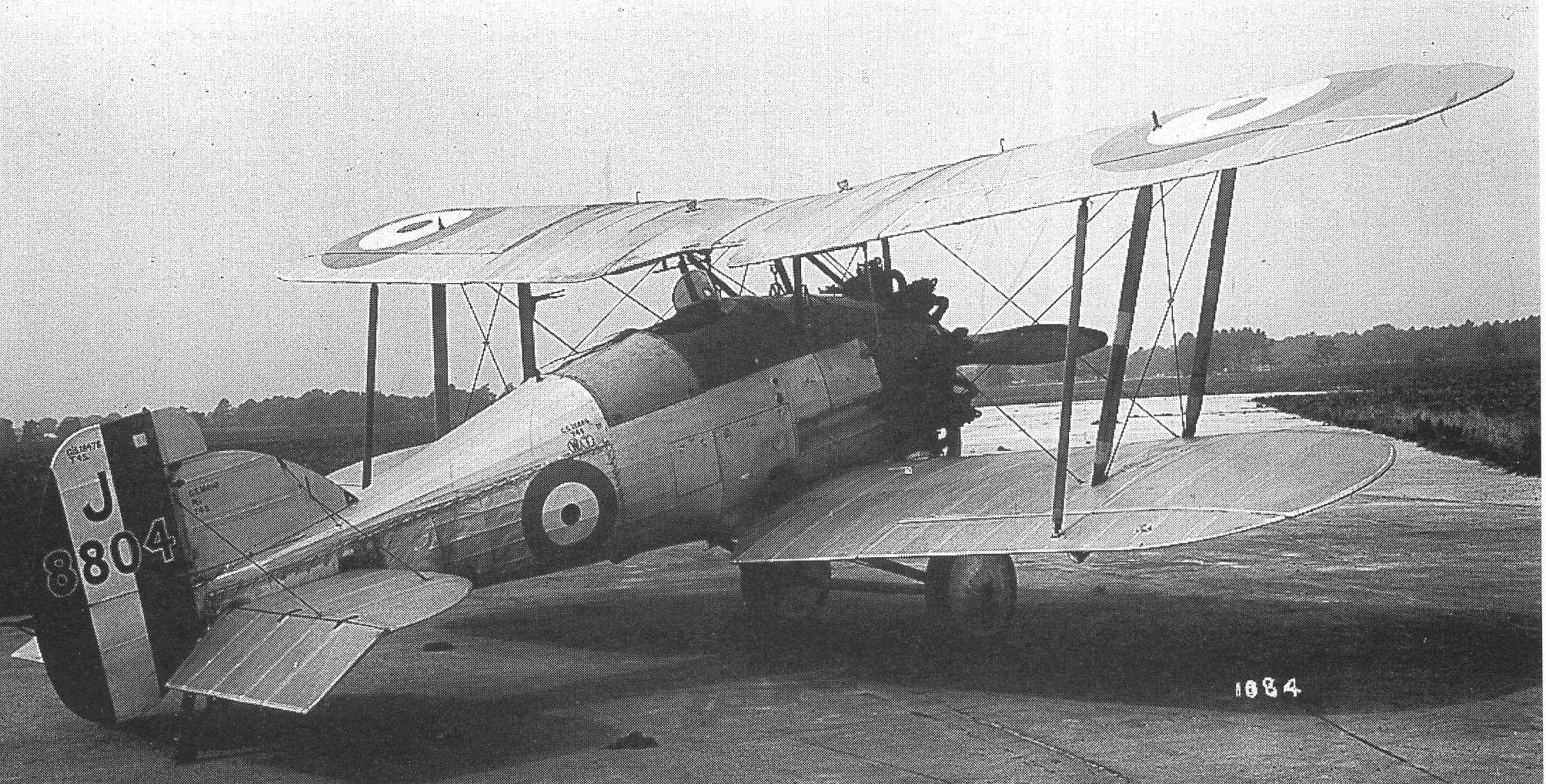
Gamecock II, видны наклонные стойки крыла, 1927 г.

В мае 1926 года Gamecock I поступил в 23-ю эскадрилью Королевских ВВС (аэродром Хенлоу); эта часть также станет последней из шести эскадрилий RAF, в которых применялся истребитель до снятия его с вооружения в июле 1931 года. В 3-й и 17-й эскадрильях ночных перехватчиков имелись самолёты, доработанные соответствующим образом. Широкой публике Gamecock был известен по авиашоу и другим подобным общественным мероприятиям второй половины 1920-х годов.
Пилоты ценили Gamecock за неплохие манёвренность и скорость, однако он также был известен высоким уровнем аварийности, что привело к относительно короткому сроку его службы в британских ВВС — из 90 самолётов, состоявших на вооружении, 22 были потеряны в результате аварий при посадке или штопоре, часто связанных с разрушением конструкции. Как и у его предшественника Grebe, у него также имелась склонность к флаттеру. Во избежание подобных инцидентов, компания Gloster проводила исследования, направленные на улучшение качеств самолёта. В 1928 году была представлена модификация Gamecock II, у которой, среди прочих усовершенствований, были удлинённое верхнее крыло и изменённое хвостовое оперением, .

### Финляндия
Поскольку заказов на Gamecock II от британских военно-воздушных сил более не поступало, компания Gloster решила продвигать этот тип среди потенциальных зарубежных покупателей. Финские ВВС проявили интерес к Gamecock I, и 23 марта 1927 года компания Valtion lentokonetehdas (VL) получила купленный в Великобритании самолёт (Mk.I с крылом по типу Mk.II.), а уже 25 марта над Хельсинки были проведены демонстрационные полёты. В течение следующего года финским правительством был проведён конкурс, победителем которого стал Gamecock II; результатом чего стали подписание 30 апреля 1928 года соглашения об их лицензионном выпуске и заказ на образец самолёта (прибыл 5 декабря 1929 г.) . 
По сравнению с Mk.I, Mk.II финской постройки имел удлинённый фюзеляж, стальную балку в верхней части крыла, иные перекосы рулей направления и сам руль направления был большего размера. В период с 29 октября 1929 г. по 15 мая 1930 г. компания VL произвела 15 самолётов под названием Kukko (GA-43 – GA-58).
Kukko состоял на вооружении в качестве основного истребителя ВВС Финляндии с 1927 по 1939 год, постепенно переходя в разряд учебного, в том числе из-за нехватки подобных машин, и служил в этом качестве до 1941 года.
Финские самолёты участвовали в боевых действиях во время ожесточённых боев Зимней войны 1939–1940 годов против Советского Союза. Одним из самых известных эпизодов его деятельности, вероятно был захват советского бомбардировщика ДБ-3. 29 января 1940 года истребитель обстрелял пару советских ДБ-3, по ошибке приземлившихся на территории Финляндии (которую они приняли за Эстонию), чтобы перелить топливо с одного самолёта на другой. Обстрелянные экипажи поспешили к тому самолёту, у которого оставалось достаточно топлива, и скрылись, оставив второй ДБ-3 ("красный 5", бортовой номер 392320). Второй бомбардировщик разбился при посадке в Эстонии
По крайней мере, один Kukko оставался в строю финских ВВС до сентября 1944 года, после чего последний экземпляр был списан (по другим данным, выведен из эксплуатации 22 июля 1944 года).

## Модификации

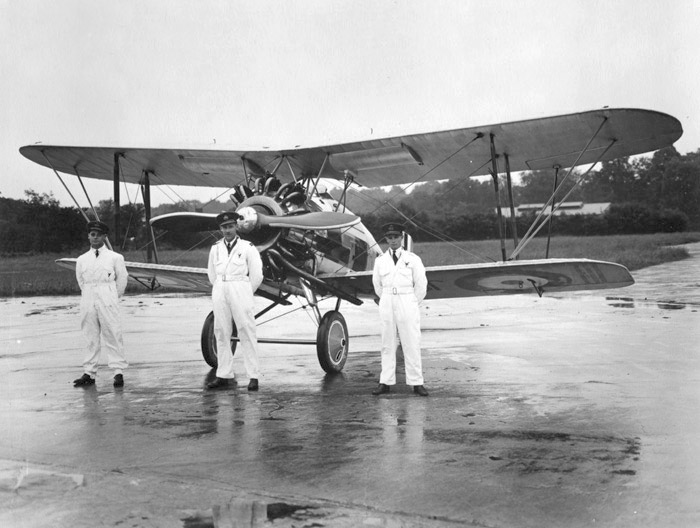
Британский Gamecock на аэродроме Хендон, 1931 год

J7497
Прототип с двигателем Bristol Jupiter IV, выпущенный по заказу британского Министерства Авиации № 37/23; первый полёт в феврале 1925 года.
J7756
Прототип с двигателем Jupiter IV.
J7757
Прототип с двигателем Jupiter VI.
Gamecock Mk I
Серийный истребитель для ВВС Великобритании, построено 90.
Gamecock Mk II
Изменены вертикальное оперение и крылья. 1 построен для RAF и 1 переделан из Mk I.  3 самолёта поставлены на экспорт в Финляндию в 1928 году и ещё 15 произведены там по лицензии в 1929–1930 гг. Прозвище Kukko ("петух"). Состояли на вооружении до 1944 г.
Gamecock Mk III
Gamecock Mk II из состава Королевских ВВС с удлинённым фюзеляжем для испытания тенденции самолёта к срыву в штопор.
Gambet
Палубная модификация самолёта, выпущенная частной компанией. Выпускался по лицензии в Японии для Императорского флота под названием Nakajima A1N; в 1929-35 гг было построено около 150 машин. Применялись в том числе во время Шанхайского инцидента 1932 года.

## Тактико-технические характеристики (Mk. I)
Источник данных: The Era-Ending Gamecock

Технические характеристики
- Экипаж: 1
- Длина: 5,99 м
- Размах крыла: 9,08 м
- Высота: 2,95 м
- Площадь крыла: 24,5 м² (обоих крыльев)
- Масса пустого: 875 кг
- Максимальная взлётная масса: 1 297 кг
- Силовая установка: 1 × воздушного охлаждения Bristol Jupiter VI
- Мощность двигателей: 1 × 425 л. с. (1 × 317 кВт)
- Воздушный винт: двухлопастной деревянный Watts, фиксированного шага
- Диаметр винта: 2,74 м

Лётные характеристики
- Максимальная скорость: 249 км/ч (на 1524 м)
  - на высоте: 233 км/ч на 3048 м
- Практическая дальность: 587 км

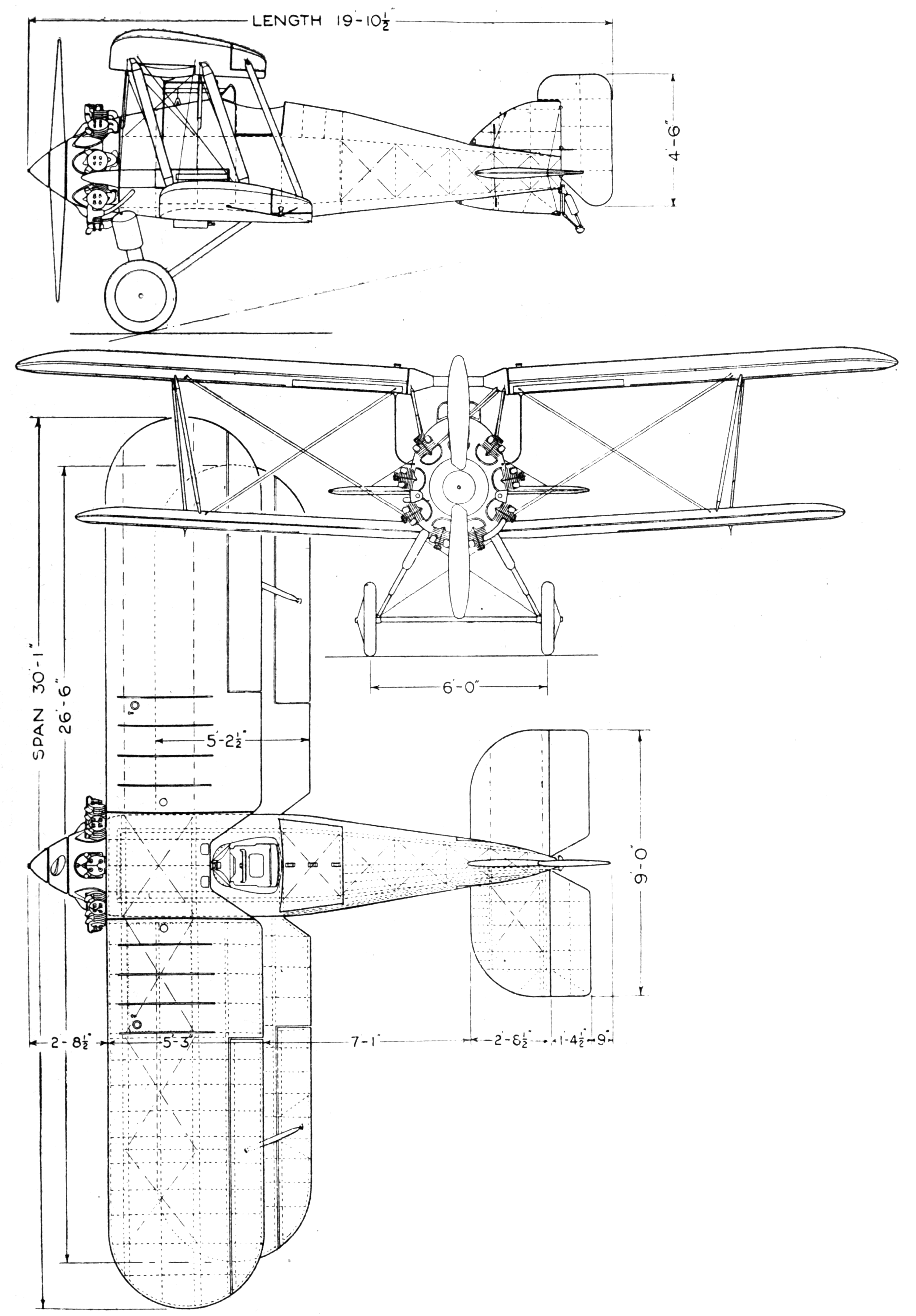
Схема Gloster Gamecock II из журнала L'Air, 15 августа 1927 года.

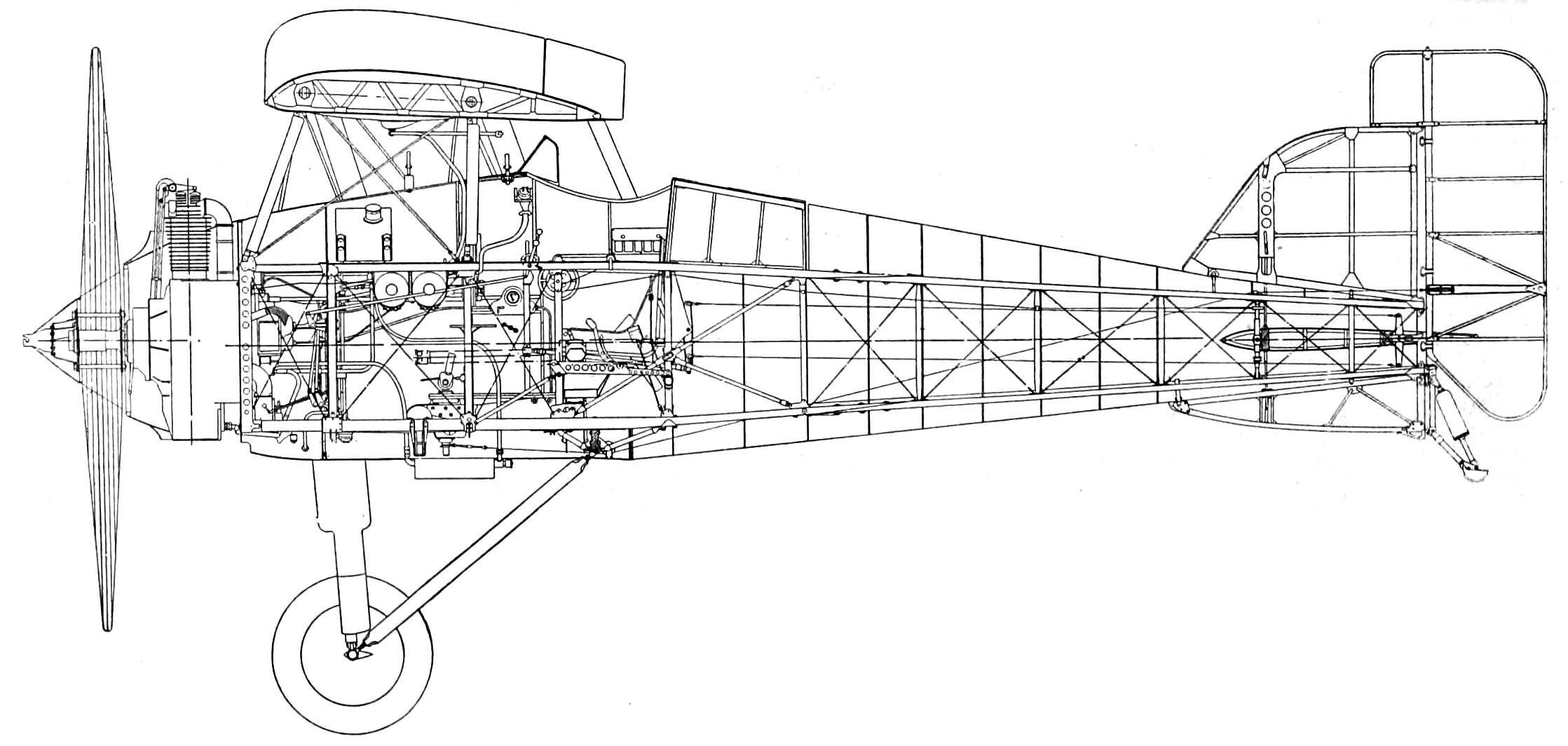
Схема внутреннего устройства самолёта, Aero Digest за декабрь 1930 года

- Продолжительность полёта: 2 ч 30 мин
- Практический потолок: 6 700 м
- Скороподъёмность: 35,9 м/с (до 305 м)
- Время набора высоты:
  - 3048 м за 7 мин 36 с
- Нагрузка на крыло: 53 кг/м²
- Тяговооружённость: 0,25 кВт/кг

Вооружение
- Стрелково-пушечное: 2 x 7,7-мм пулемёта Виккерс (синхронизированные)

## Эксплуатанты
Великобритания
- Royal Air Force[21]

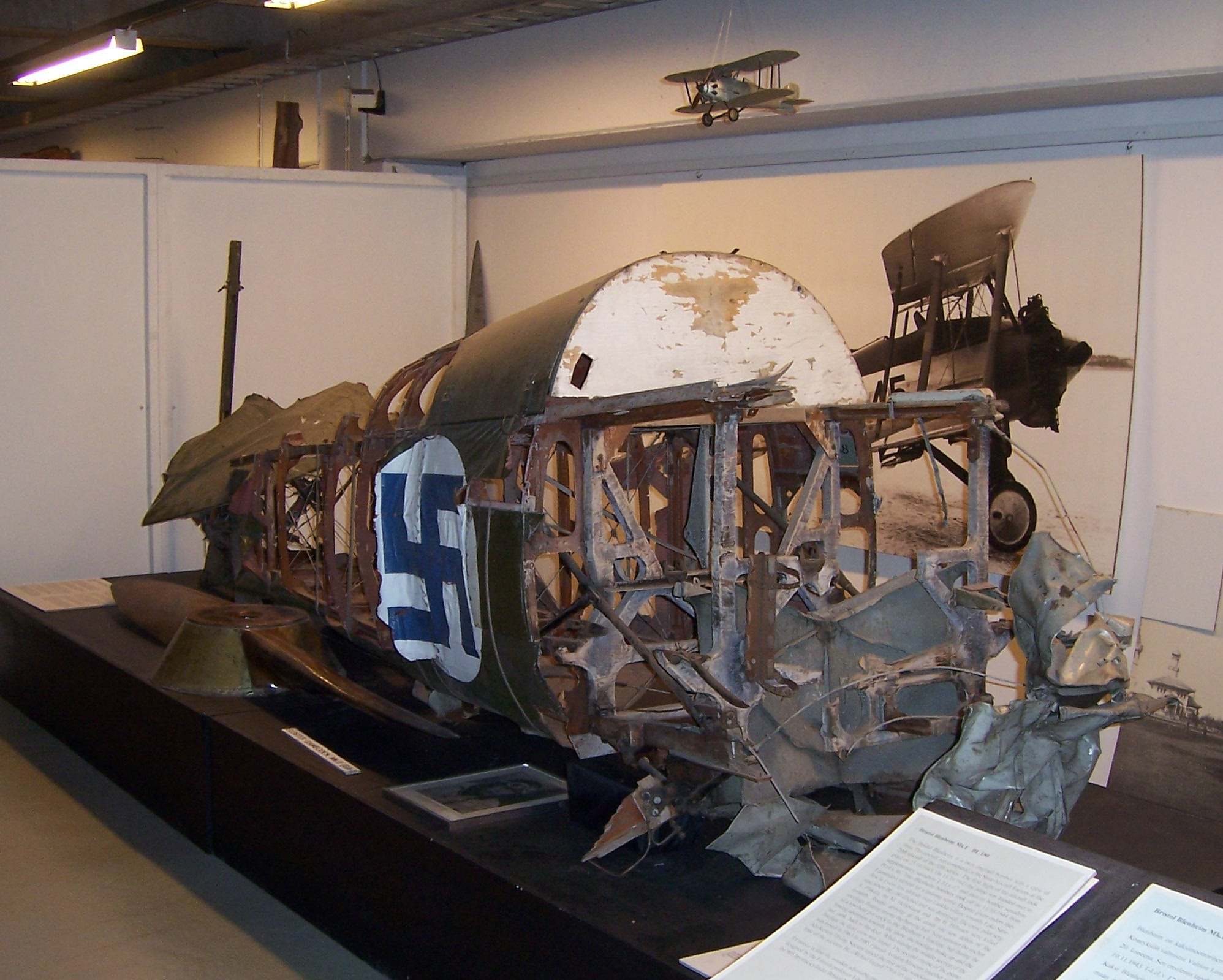
Остатки фюзеляжа самолёта в Музее финской авиации

  - Эскадрильи №№ 3 (08.1928 — 06.1929[21], 17 (01-09.1928)[21], 19 (1 шт.)[21], 23 (06-09.1931)[21], 32 (09.1926 — 04.1928)[21], 43 (03.1926 — 06.1928)[21]
  - лётные школы №№ 2[21] и 3[21], Центральная лётная школа[21]Колледж Королевских ВВС в Крэнвелле[21]
  - Home Communications Flight[21]

 Финляндия
- ВВС Финляндии: 1 Mk. I (GA-38) и 16 Mk. II (GA-43 — GA-58)
  - Эскадрильи №№ 24[22], 29[22], 34[22] и несколько других[23]

## Аварии и катастрофы
За время эксплуатации самолёта имели место около 20 аварий, в которых погибло 19 человек.